# Pierre Huỳnh Văn Hai
Pierre Huỳnh Văn Hai (Thanh Phu, 18 maggio 1954) è un vescovo cattolico vietnamita, dal 7 ottobre 2015 vescovo di Vĩnh Long.

## Biografia
Pierre Huỳnh Văn Hai è nato il 18 maggio 1954 a Thanh Phu, città e distretto della provincia di Ben Tre. È entrato nel seminario minore di Vĩnh Long nel 1966 terminando gli studi nel 1978.
A causa delle circostanze avverse dell'epoca dovute all'instabile situazione politica del dopoguerra, tornò dalla sua famiglia per più di dodici anni e solo successivamente ha deciso di accogliere la chiamata al sacerdozio, venendo ordinato  prima diacono il 6 gennaio 1993 e poi presbitero il 31 agosto 1994. Subito dopo l'ordinazione sacerdotale è stato inviato in Francia presso l'Institut catholique de Paris dove ha conseguito il dottorato in filosofia nel 2004. Tornato in Vietnam, ha svolto l'incarico di responsabile delle vocazioni per la diocesi di Vĩnh Long, poi professore di filosofia al seminario maggiore di Cần Thơ e al seminario maggiore interdiocesano di San Giuseppe di Saigon.

### Ministero episcopale
Il 7 ottobre 2015 papa Francesco lo ha nominato vescovo di Vĩnh Long. Ha ricevuto l'ordinazione episcopale l'11 dicembre 2015 per imposizione delle mani dell'arcivescovo Paul Bùi Văn Đọc. Dal 2019 è presidente della Commissione per l'educazione cattolica in seno alla Conferenza episcopale del Vietnam, promuovendo borse di studi in particolare per le giovani donne per la migliore formazione religiosa.
Considerando il territorio della diocesi di Vĩnh Long "a vocazione missionaria", ha dichiarato che si sarebbe impegnato per la promozione della vita religiosa, puntando soprattutto sull'incremento delle vocazioni e favorendo un'istruzione migliore per i seminaristi.

## Genealogia episcopale
La genealogia episcopale è:
- Cardinale Scipione Rebiba
- Cardinale Giulio Antonio Santori
- Cardinale Girolamo Bernerio, O.P.
- Arcivescovo Galeazzo Sanvitale
- Cardinale Ludovico Ludovisi
- Cardinale Luigi Caetani
- Cardinale Ulderico Carpegna
- Cardinale Paluzzo Paluzzi Altieri degli Albertoni
- Papa Benedetto XIII
- Papa Benedetto XIV
- Papa Clemente XIII
- Cardinale Marcantonio Colonna
- Cardinale Giacinto Sigismondo Gerdil, B.
- Cardinale Giulio Maria della Somaglia
- Cardinale Carlo Odescalchi, S.I.
- Cardinale Costantino Patrizi Naro
- Cardinale Lucido Maria Parocchi
- Papa Pio X
- Papa Benedetto XV
- Papa Pio XII
- Cardinale Eugène Tisserant
- Papa Paolo VI
- Arcivescovo Angelo Palmas
- Vescovo Jacques Nguyễn Ngọc Quang
- Vescovo Emmanuel Lê Phong Thuận
- Cardinale Jean-Baptiste Phạm Minh Mẫn
- Arcivescovo Paul Bùi Văn Đọc
- Vescovo Peter Huỳnh Văn Hai